# 葉修昌
葉修昌，字宣卿，號旬卿，福建侯官縣（今福州市）人。清朝文人、書畫家。

## 生平
道光十九年（1839年）己亥科福建鄉試解元。工詩、古文及書畫。